# Mycomya onusta
Mycomya onusta är en tvåvingeart som först beskrevs av Friedrich Hermann Loew 1870.  Mycomya onusta ingår i släktet Mycomya och familjen svampmyggor. Inga underarter finns listade i Catalogue of Life.